# Eushelfordia
Eushelfordia (лат.) — род насекомых из семейства Ectobiidae отряда тараканообразных. Ареал рода охватывает Бразилию, Эквадор и Перу в Южной Америке.

## Описание
На бёдрах передних ног нет преапикальных и апикальных шипов на задне-вентральной поверхности. Средние бёдра с шипом в срединней части. Задние бёдро в средне части с двумя шипами.

## Экология
Ведут дневной образ жизни.

## Классификация
В роде Eushelfordia 2 вида:
- Eushelfordia amazonensis (Rocha e Silva, 1957) — Бразилия;
- Eushelfordia pica (Walker, 1868) — Бразилия, Эквадор и Перу.